# Kadosactis rosea
Kadosactis rosea is een zeeanemonensoort uit de familie Kadosactidae.
Kadosactis rosea is voor het eerst wetenschappelijk beschreven door Danielssen in 1890.